# Celidomphax quadriplaga
Celidomphax quadriplaga là một loài bướm đêm trong họ Geometridae.